# Jean-Baptiste Nacquart
Jean-Baptiste Nacquart (5 juillet 1780, Verrières - 20 février 1854, Paris), est un médecin français.

## Biographie
Frère du général Louis-Thomas Nacquart, Jean-Baptiste Nacquart s'oriente vers la médecine, obtient son doctorat à la Faculté de médecine de Paris en 1803 et devient officier aux chirurgiens militaires.
Il sera notamment le médecin de Balzac, dont il était l'ami et le créancier.
Il est secrétaire général de la Société de médecine de Paris.
Membre de l'Académie de médecine depuis 1823, il en est élu le président en 1854.
Il est promu officier de la Légion d'honneur en 1851.

## Publications
- Dissertation sur les phlegmasies aiguës de la poitrine (1803)
- Traité sur la nouvelle physiologie du cerveau : Exposition de la doctrine de Gall sur la structure et les fonctions de cet organe : ouvrage accompagné de beaucoup de notes sur différens points de cette doctrine, et orné de planches  (1808)
- Considérations tographiques et médicales sur la division des arcis, faisant partie du septième arrondissement de Paris (1809)
- Rapport fait à la Société de Médecine de Paris, sur les travaux de sa commission des consultations gratuites, pendant l'année 1811 (1812)
- Rapport fait à la Société de médecine de Paris, dans sa séance du 20 mai 1816, par M. Nacquart, au nom de la commission du prix, sur la plique polonaise (1816)
- Discours prononcé sur la tombe de M. Cullerie
- Correspondance inédite de Honoré de Balzac avec le docteur Nacquart (1823-1850) (1928)

## Sources
- Amédée Dechambre (dir.), Dictionnaire encyclopédique des sciences médicales, série 2, tome 11, MUS - NAV. -, Paris : G. Masson : P. Asselin, 1875